# Лемьё, Мари-Николь
Мари-Николь Лемьё (фр. Marie-Nicole Lemieux; род. 26 июня 1975, Дольбо-Мистассини, Квебек) — канадская певица
 (контральто).

## Биография
Училась в Консерватории Шикутими, а затем в Монреальской консерватории у Мари Давлюи. Сразу по окончании обучения в 2000 г. Лемьё приняла участие в Международном конкурсе имени королевы Елизаветы в Брюсселе и была удостоена первой премии, что положило начало её плодотворной международной карьере. В 2001 г. была удостоена в Канаде премии Вирджинии Паркер как лучший молодой музыкант.

## Репертуар
Необычная лёгкость и гибкость контральто Лемьё предрасполагает к исполнению барочного оперного репертуара (предназначенного для певцов-кастратов), поэтому её оперный дебют в 2002 г. неслучайно состоялся в опере Генделя «Юлий Цезарь». В дальнейшем Лемьё пела в генделевских операх «Орландо» и «Ариодант», в «Возвращении Улисса в Отечество» Монтеверди и (заглавные партии) в операх Вивальди «Гризельда» и «Неистовый Роланд» (запись этой оперы с ансамблем Матеус под управлением Жана-Кристофа Спинози удостоена в 2005 году премии «Виктуар де ля мюзик» как лучшая запись старинной и барочной музыки); 11 июня 2005 г. Лемьё участвовала в первом концертном исполнении оперы Вивальди «Монтесума», музыка которой считалась утраченной и не звучала с XVIII века.
Помимо барочного репертуара, Лемьё также пела Женевьеву в «Пелеасе и Мелизанде» Дебюсси (в Берлинской государственной опере и парижском Театре на Елисейских полях), Алису в «Любовном напитке» Доницетти, Марту в «Фаусте» Гуно, заглавную партию в «Падмавати» Альбера Русселя и др.

## Признание
- Премия Джуно (2003).
- Четырежды лауреат премии Опус.
- Кавалер ордена Плеяды (орден диалога культур в странах французского языка, 2012).